# Valle Klang

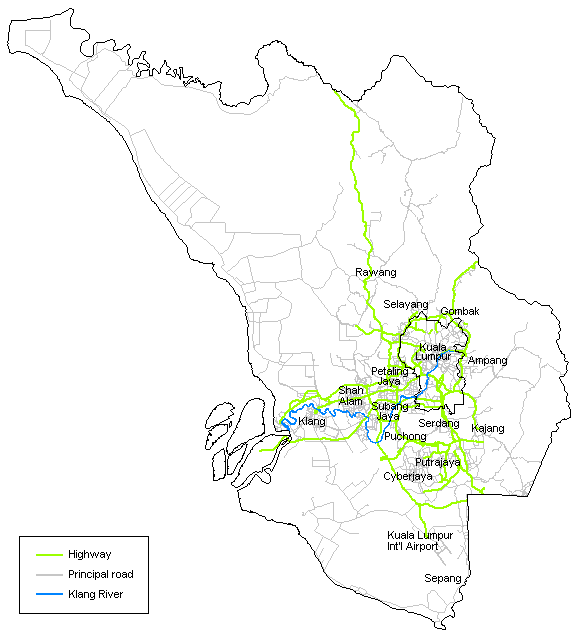
Las principales ciudades del valle de Klang dentro de los límites del estado de Selangor y los territorios federales de Kuala Lumpur y Putrajaya.

El Valle Klang (en malayo: Lembah Klang, en chino:巴生河流域, pinyin: Ba shēng hé liúyù) es una aglomeración urbana que abarca Kuala Lumpur y sus suburbios, así como ciudades y pueblos vecinos del estado de Selangor, en Malasia. En principio, está delimitado geográficamente al norte y al este por las Montañas Titiwangsa y al oeste por el Estrecho de Malaca.
Aunque no hay una designación oficial de los límites que conforman el valle Klang, a menudo se supone que comprende las siguientes áreas:
- Kuala Lumpur y los suburbios
- Ciudades y pueblos a los alrededores de Kuala Lumpur
- Putrajaya
- Algunas zonas de Selangor

La aglomeración urbana es el corazón de la industria y el comercio de Malaisa. Tenía en 2004 una población total de más de cuatro millones de personas, cifra que había aumentado a seis millones en 2006. En 2022, se estimaba que en el valle de Klang vivían aproximadamente nueve millones de personas. Muchos de sus habitantes son migrantes procedentes de otros estados de Malasia y de trabajadores extranjeros llegados en gran parte desde Indonesia, India y Nepal.

## Toponimia
El nombre del valle se se debe al Río Klang, el principal río que fluye a través de este territorio y que nace en Klang Gates Quartz Ridge, en Gombak, y desemboca en el Estrecho de Malaca, a la altura de Port Klang. El río está estrechamente relacionado con el desarrollo temprano de la zona como un conjunto de pueblos mineros de estaño en el siglo XIX. El desarrollo de la región tuvo lugar en gran medida en dirección este-oeste (entre Gombak y Port Klang), pero desde entonces las áreas urbanas que rodean Kuala Lumpur han crecido hacia el norte y el sur, hacia la frontera con Perak y Negeri Sembilan, respectivamente.

## Transporte
Aunque el valle de Klang se compone oficialmente de ciudades y suburbios separados, la integración entre estas ciudades es muy grande, gracias a una red de carreteras muy desarrollada y a un sistema de transporte ferroviario integrado que está en continua expansión. Muchas autopistas atraviesan la metrópoli, lo que hace que el automóvil sea la forma más cómoda de desplazarse. Sin embargo, esto ha provocado los famosos atascos de tráfico del valle de Klang, que se extienden a lo largo de kilómetros enteros de autopistas y hacen que conducir durante las horas pico sea agotador. Desde la década de 1990, se han desarrollado nuevos sistemas ferroviarios, como el tránsito rápido ligero (LRT) de Rapid KL, el tránsito rápido masivo (MRT), KTM Komuter, los enlaces ferroviarios del aeropuerto de ERL y un monorraíl. La mayoría de estos sistemas han pasado por una amplia expansión como un superproyecto. El sistema de tránsito integrado de Klang Valley, a partir de ahora, se está actualizando para incluir una nueva línea MRT y una línea LRT, así como un monorriel que sirve a Putrajaya. Los autobuses que operan alrededor del valle de Klang también son extensos.